# Ermita de Nuestra Señora de las Nieves (Ávila)
La ermita de Nuestra Señora de las Nieves es un templo católico de la ciudad española de Ávila.

## Descripción

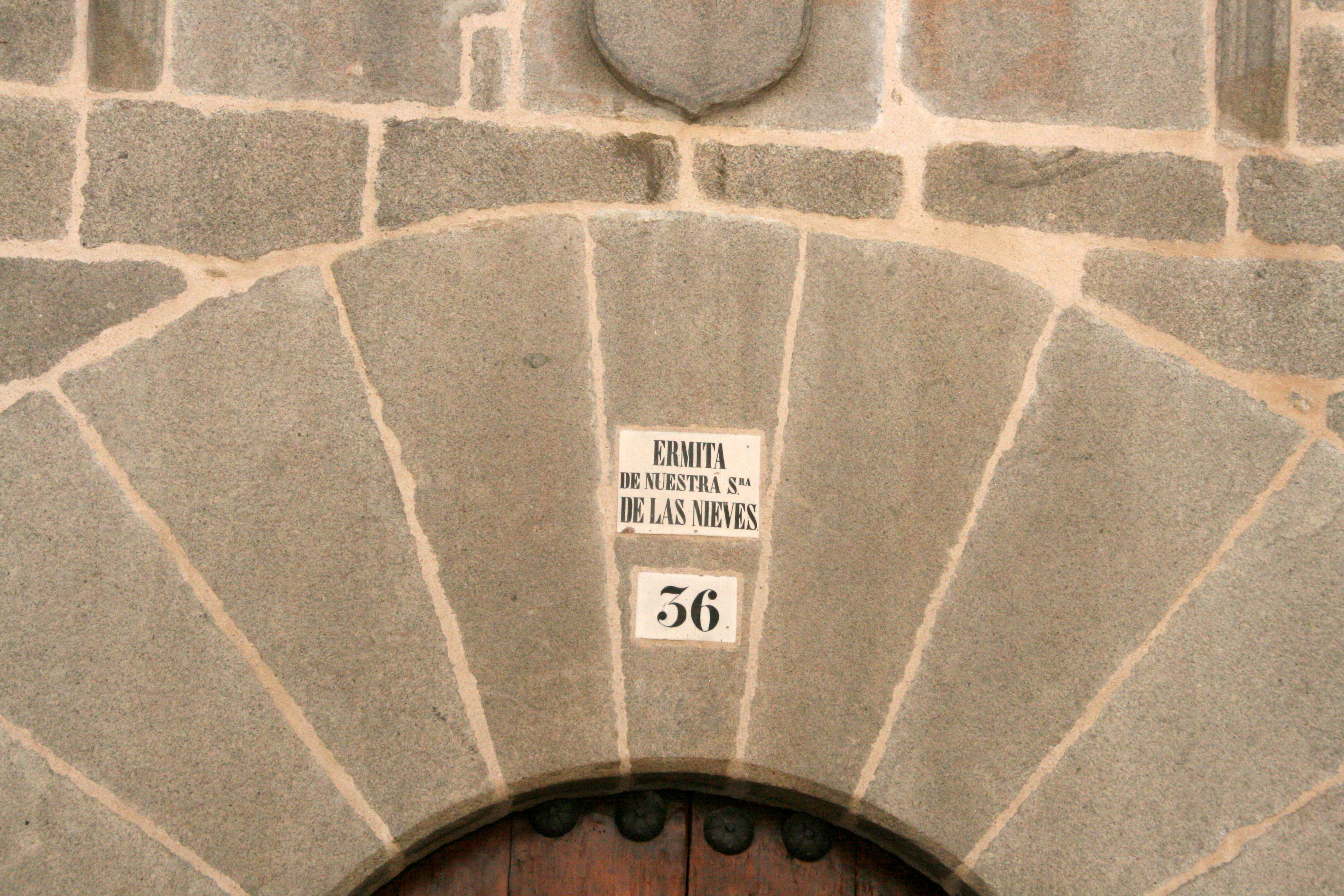
Detalle de la portada

Ubicada en la ciudad de Ávila, intramuros, esta capilla habría sido fundada por María Dávila. Se ubica en un punto céntrico y concurrido de la ciudad: la calle Reyes Católicos (previamente «de Andrín» o «del Comercio»). De sólida fábrica, está construida en piedra berroqueña, asentada en sillares. Se trataría de un inmueble desproporcionado según Juan Martín Carramolino, pues su altura no se corresponde con las demás diminutas dimensiones.
Junto a la capilla se ubicaron las casas que sirvieron de morada a las monjas franciscas desde que estas abandonaran su primitivo convento de Villa Dei en el monte de las Gordillas hasta que se instalaron en un convento construido en la ciudad. En 1600 obtuvo el derecho de patronato de esta capilla Antonio Gutiérrez de Vayas, con su mujer María de la Concepción.